# ヴィミー
ヴィミー (Vimy, 1952年 - 1980年) は、フランスの競走馬、種牡馬。

## 経歴
フランスの実業家、ピエール・ヴェルテメールの生産したサラブレッドの牡馬である。ヴィミーはヴェルテメール所有のもと、アレック・ヘッド調教師のもとで競走馬となった。2歳時は2戦をこなし、1300メートルの競走で1勝を挙げた。
3歳時はメゾンラフィット競馬場で4月に行われたラグランジェ賞（2000メートル）から始動、同着1位で初戦を飾ると、翌戦ロンシャン競馬場で行われたノアイユ賞（2200メートル）でも勝利を挙げた。6月、シャンティイ競馬場で行われたジョッケクルブ賞にも出走し、重馬場も影響してか短頭差でラパーチェに敗れた。
7月にヴィミーはイギリスに渡り、アスコット競馬場のキングジョージ6世&クイーンエリザベスステークス（11ハロン211ヤード）に出走した。この年の競走は賞金23,000ポンドとイギリス国内でも最高額が懸けられており、10頭立ての中1番人気にはエプソムダービー優勝馬のフィルドレイクで、一方のヴィミーは単勝オッズ11倍扱いであった。レースは3歳馬アクロポリスが先導するなか、ヴィミーは最後の直線まで絶望的な位置にいたが、残り1ハロンで外からアクロポリスを追い抜き、アタマ差で勝利した。キングジョージ6世&クイーンエリザベスステークスの外国馬の優勝は史上初であった。
キングジョージ6世&クイーンエリザベスステークスの後、セントレジャーステークスやワシントンDCインターナショナルに参戦する構想もあったが、結局はそのまま引退した。
競走馬引退後、ヴィミーはアイルランドキルデア県のアイリッシュ・ナショナルスタッドに種牡馬として繋養された。アイルランドで出した代表産駒に、1963年のエクリプスステークスに優勝したカーキスがいる。1964年にヴィミーは日本へと輸出され、1980年8月11日に同地で死亡した。

## 主な産駒
- Khalkis - エクリプスステークス（1963年）
- ショウフウミドリ - 宝塚記念（1972年）
- パッシングゴール - 関屋記念、新潟記念（1972年）
- スピーデーワンダー - 阪神大賞典（1970年）

## 血統表
| ヴィミーの血統         | ヴィミーの血統                | ヴィミーの血統            | （血統表の出典）          | （血統表の出典） |
| 父 Wild Risk 1940 鹿毛 | 父の父Rialto 栗毛 1923        | Rabelais                  | St. Simon                 | St. Simon        |
| 父 Wild Risk 1940 鹿毛 | 父の父Rialto 栗毛 1923        | Rabelais                  | Satirical                 |                  |
| 父 Wild Risk 1940 鹿毛 | 父の父Rialto 栗毛 1923        | La Grelee                 | Helicon                   | Helicon          |
| 父 Wild Risk 1940 鹿毛 | 父の父Rialto 栗毛 1923        | La Grelee                 | Grignouse                 |                  |
| 父 Wild Risk 1940 鹿毛 | 父の母Wild Violet 鹿毛 1935   | Blandford                 | Swynford                  | Swynford         |
| 父 Wild Risk 1940 鹿毛 | 父の母Wild Violet 鹿毛 1935   | Blandford                 | Blanche                   |                  |
| 父 Wild Risk 1940 鹿毛 | 父の母Wild Violet 鹿毛 1935   | Wood Violet               | Ksar                      | Ksar             |
| 父 Wild Risk 1940 鹿毛 | 父の母Wild Violet 鹿毛 1935   | Wood Violet               | Pervencheres              |                  |
| 母 Mimi 1943 鹿毛      | 母の父Black Devil 1931 黒鹿毛 | Sir Gallahad              | Teddy                     | Teddy            |
| 母 Mimi 1943 鹿毛      | 母の父Black Devil 1931 黒鹿毛 | Sir Gallahad              | Plucky Liege              |                  |
| 母 Mimi 1943 鹿毛      | 母の父Black Devil 1931 黒鹿毛 | La Palina                 | Ambassador                | Ambassador       |
| 母 Mimi 1943 鹿毛      | 母の父Black Devil 1931 黒鹿毛 | La Palina                 | Parthenis                 |                  |
| 母 Mimi 1943 鹿毛      | 母の母Mignon 1935 鹿毛        | Epinard                   | Badajoz                   | Badajoz          |
| 母 Mimi 1943 鹿毛      | 母の母Mignon 1935 鹿毛        | Epinard                   | Epine Blanche             |                  |
| 母 Mimi 1943 鹿毛      | 母の母Mignon 1935 鹿毛        | Mammee                    | Bruleur                   | Bruleur          |
| 母 Mimi 1943 鹿毛      | 母の母Mignon 1935 鹿毛        | Mammee                    | Mackwiller                |                  |
| 母系(F-No.)            | (FN:F1-u)                     | (FN:F1-u)                 | (FN:F1-u)                 | [ § 2 ]          |
| 5代内の近親交配        | Bruleur M4×S5、Ajax M5×M5     | Bruleur M4×S5、Ajax M5×M5 | Bruleur M4×S5、Ajax M5×M5 | [ § 3 ]          |
| 出典                   | 1. 2. 3.                      | 1. 2. 3.                  | 1. 2. 3.                  | 1. 2. 3.         |